# Aéroport d'Arboletes
Pour les articles homonymes, voir ARO.
L'aéroport d'Arboletes est un aéroport près de la ville colombienne d'Arboletes.